# CALPHAD
CALPHAD (аббр. от англ. CALculation of PHAse Diagrams) — метод расчёта фазовых диаграмм, предложенный Л. Кауфманом в 1960-х годах. Под равновесными фазовыми диаграммами обычно понимают диаграммы зависимости состава химической системы от температуры. На фазовой диаграмме отмечаются области существования соединений и растворов (то есть фаз) и области их сосуществования. Фазовые диаграммы — очень мощный инструмент для прогнозирования состояния системы при различных условиях. Впервые они появились как графический метод обобщения экспериментальной информации о равновесии. В сложных системах вычислительные методы, такие как CALPHAD, используются для моделирования термодинамических свойств для каждой фазы и моделирования поведения многокомпонентной системы в целом. Подход CALPHAD базируется на том факте, что фазовая диаграмма — это проявление равновесных термодинамических свойств системы, которые слагаются из свойств составляющих систему фаз. Таким образом, существует возможность расчёта фазовой диаграммы путём начальной оценки термодинамических свойств всех фаз системы.

## Методика
Метод CALPHAD объединяет всю экспериментальную информацию о фазовых равновесиях в системе и всю термодинамическую информацию, полученную при проведении термохимических и теплофизических исследований. Затем набор термодинамических свойств каждой фазы описывается математической моделью, содержащей настраиваемые параметры. Параметры вычисляются оптимизацией — подгонкой модели под всю информацию, включая сосуществующие фазы. После этого возможен пересчёт фазовой диаграммы и термодинамических свойств составляющих систему фаз. Концепция метода CALPHAD состоит как в получении непротиворечивого описания фазовой диаграммы, так и в достоверном предсказании множества стабильных фаз и их термодинамических свойств в тех областях фазовой диаграммы, где отсутствует экспериментальная информация, а также метастабильных состояний путём моделирования фазовых превращений.
Есть два критических фактора для успешного использования метода CALPHAD.

### Термодинамическое моделирование фаз
Первый фактор — это нахождение реалистичной и удобной математической модели для энергии Гиббса каждой фазы. Энергия Гиббса используется потому, что большинство экспериментальных данных получено при определённых значениях температуры и давления. Кроме того, любая другая термодинамическая величина может быть получена исходя из энергии Гиббса. Получение полного описания энергии Гиббса многокомпонентной системы в аналитическом виде невозможно. Поэтому необходимо определить основные особенности, на которых и строить математическую модель. Расхождение между моделью и реальной системой, в конечном счёте, представляется разложением в степенной ряд температуры, давления и состава фазы. Настраиваемые параметры модельного описания уточняются до воспроизведения экспериментальных данных. Мощность метода CALPHAD состоит в том, что описание подсистем, составляющих многокомпонентную систему, может быть объединено для её полного описания.

### Расчёт равновесия
Вторым критическим фактором является наличие компьютерных программ для расчёта равновесия и различных типов схем и баз данных с экспертной информацией. В настоящее время существует множество различных видов моделей, используемых для различных видов фаз, есть несколько термодинамических баз данных (как коммерческих, так и свободно распространяемых) различных материалов (стали, суперсплавы, полупроводниковые материалы, водные растворы, оксиды и т. д.). Есть также несколько различных видов программ, использующих различные виды алгоритмов расчёта равновесия. Наиболее развитые из них позволяют использовать при расчёте равновесия не только температуру, давление и состав, но и множество других типов условий существования системы, так как часто равновесие может быть определено при постоянном объёме или при заданном химическом потенциале элемента или составе определённой фазы и др.

## Использование
Подход CALPHAD медленно развивался с 1960-х годов пока в 1980-х не появились сложные системы на основе термодинамических баз данных. Сейчас имеется несколько коммерческих (FactSage, MTDATA, PANDAT, Thermo-Calc, NUCLEA/GEMINI и др.) программных продуктов, а также бесплатные программные коды — OpenCalphad, PyCALPHAD и ESPEI. Они используются и при проведении научных исследований и на производстве. Применение этих программ позволяет существенно уменьшить временные и материальные затраты путём оптимизации экспериментальной работы в результате термодинамического прогнозирования поведения многокомпонентных систем (что было бы практически невозможно без подхода CALPHAD). Есть журнал CALPHAD, где освещаются научные достижения в области термодинамического моделирования фазовых диаграмм. Научные работы, описывающие использование метода CALPHAD публикуются и во многих других журналах.